# TOML
TOML (Tom’s Obvious, Minimal Language) est un format de fichier de configuration conçu afin d'être facile à lire et à écrire en raison d’une sémantique plus évidente qui se veut minimale. Sa spécification est open-source et reçoit des contributions de la communauté. Le nom TOML est un acronyme pour « Tom’s Obvious, Minimal Language » (langage évident et minimal de Tom), référence à son créateur, Tom Preston-Werner. 
Des bibliothèques de lecture du TOML sont disponibles dans un grand nombre de langages de programmation.

## Historique
La première version stable, est publiée le 12 janvier 2021.

## Syntaxe
La syntaxe de TOML ressemble quelque peu à celle des fichiers INI, mais est un format avec spécification formelle. Un fichier TOML consiste principalement en des sections ( [section.sous-section]), des paires (cle = valeur, "clé" = "valeur"), et des commentaires (# commentaire). 
TOML prend en charge les types de données suivants  : 
- chaînes de caractères ;
- nombres entiers ;
- nombres à virgule flottante ;
- booléens ;
- dates et heures ;
- tableaux ;
- dictionnaires.

### Exemple
```
# Ceci est un document TOML.

title
 
=
 
"Exemple de fichier TOML"

[owner]

name
 
=
 
"Tom Preston-Werner"

dob
 
=
 
1979-05-27T07:32:00-08:00
 
# Les dates et heures forment un type natif

[database]

server
 
=
 
"192.168.1.1"

ports
 
=
 
[
 
8001
,
 
8001
,
 
8002
 
]

connection_max
 
=
 
5000

enabled
 
=
 
true

[servers]

  
# L'indentation (tabulations et/ou espaces) est autorisée mais pas obligatoire

  
[servers.alpha]

  
ip
 
=
 
"10.0.0.1"

  
dc
 
=
 
"eqdc10"

  
[servers.beta]

  
ip
 
=
 
"10.0.0.2"

  
dc
 
=
 
"eqdc10"

[clients]

data
 
=
 
[
 
[
"gamma"
,
 
"delta"
],
 
[
1
,
 
2
]
 
]

# Les sauts de ligne sont acceptables à l’intérieur des tableaux

hosts
 
=
 
[

  
"alpha"
,

  
"omega"

]

```